# Wong Kar-Wai
Wong Kar-Wai (wym. łong kaa łaj, [wɔːŋ˩ kaː˥.wɐi˨]) ur. 17 lipca 1958 w Szanghaju) – hongkoński reżyser, scenarzysta i producent filmowy.

## Życiorys
Wong Kar-Wai urodził się w Chinach, ale gdy ukończył 5 lat, cała rodzina przeniosła się do Hongkongu. W 1980 ukończył studia na wydziale grafiki tamtejszej politechniki i rozpoczął naukę w szkole filmowej przy Hong Kong Television Broadcast Ltd. W trakcie studiów pracował jako asystent producenta przy realizacji seriali telewizyjnych. W 1982 Wong opuścił telewizję i rozpoczął pracę jako niezależny scenarzysta. W ciągu 5 kolejnych lat napisał około 10 scenariuszy.
Jako reżyser zadebiutował w 1988 filmem Wong gok ka moon (As Tears Go By). Trzy lata później nakręcił A Fei jing juen (Days of Being Wild), który został bardzo dobrze przyjęty na międzynarodowych festiwalach filmowych.
W 1997 Wong Kar-Wai otrzymał nagrodę dla najlepszego reżysera na 50. MFF w Cannes za film Happy Together. Dwukrotnie otrzymał nagrodę Europejskiej Akademii Filmowej w kategorii film zagraniczny: za Spragnionych miłości (2000) i 2046 (2004).
Przewodniczył jury konkursu głównego na 59. MFF w Cannes (2006) oraz na 63. MFF w Berlinie (2013).

## Filmografia
- 1988: Kiedy łzy przeminą (Wong gok ka moon)
- 1991: Dni naszego szaleństwa (A Fei jing juen)
- 1994: Popioły czasu (Dung che sai duk)
- 1994: Chungking Express (Chung hing sam lam)
- 1995: Upadłe anioły (Duo luo tian shi)
- 1997: Happy Together (Cheun gwong tsa sit)
- 2000: Spragnieni miłości (Fa yeung nin wa)
- 2004: 2046 (2046)
- 2007: Jagodowa miłość (My Blueberry Nights)
- 2013: Wielki mistrz (The Grandmaster)

## Wybrane inne formy
- 1996: wkw/tk/1996@7′55″hk.net – film reklamowy dla japońskiego projektanta Takeo Kikuchi
- 2000: Hua Yang De Nian Hua – film krótkometrażowy (2:28), będący montażem scen ze starych, chińskich filmów fabularnych
- 2001: The Hire: The Follow – film reklamowy dla koncernu BMW, wyprodukowany w ramach serii The Hire
- 2002: Six Days – teledysk do utworu Six Days DJ Shadow
- 2004: Dłoń – etiuda w nowelowym filmie Eros

## Wybrane nagrody
- 2013: Beijing International Film Festival, najlepszy reżyser (The Grandmaster)
- 2013: Asian Film Awards, najlepszy reżyser (The Grandmaster)
- 2006: MFF w Cannes, najlepszy reżyser (Jagodowa miłość)
- 2004: Europejska Nagroda Filmowa, Screen International Award (2046)
- 2001: César, najlepszy film zagraniczny (Spragnieni miłości)
- 2000: Europejska Nagroda Filmowa, Screen International Award (Spragnieni miłości)
- 1998: Arizona International Film Festival, najlepszy film zagraniczny (Happy Together)
- 1997: MFF w Cannes, najlepszy reżyser (Happy Together)
- 1995: Hong Kong Film Award, najlepszy film, najlepszy reżyser (Chungking Express)
- 1991: Hong Kong Film Award, najlepszy reżyser (Days of Being Wild)